# ليلى ليديا توغوتلو
ليلى ليديا توغوتلو (بالتركية: Leyla Lydia Tuğutlu) (29 أكتوبر 1989 - )؛ ممثلة وعارضة أزياء تركية-ألمانية، وهي ملكة جمال تركيا لعام 2008، وشاركت في مسابقة ملكة جمال العالم 2008.

## الحياة المبكرة
وُلدت ليلى ليديا توغوتلو في برلين عام 1989 لأب تركي وأم ألمانية. التحقت بعد المرحلة الابتدائية والثانوية في مدرسة الأناضول بمعهد كونسرفتوار تركي، حيث تعلمت العزف على البيانو والكمان، ثم درست اللغة والأدب الألماني في جامعة إسطنبول. (تجيد الإنجليزية إلى جانب الألمانية والتركية). بدأت العمل في عرض الأزياء أثناء دراستها.
بدأت مسيرتها التمثيلية بدور بطولة في مسلسل تركي موجه إلى فئة الشباب بعنوان ES-ES. وواصلت تألقها في مسلسل ابنتي، والمسلسل الكوميدي الرومانسي الانتقام الحلو، والمسلسل التاريخي الشهير النهضة: السلاجقة العظام، والذي شاركها في بطولته كل من بوغرا غولسوي وإكين كوتش. كما ظهرت في عدد من الأفلام الناجحة.

## مسابقات الجمال
فازت توغوتلو في عام 2005 بجائزة "أفضل وجه واعد" في مسابقة لعارضات الأزياء التركيات. وفي عام 2006، حصدت لقب "الأميرة الدولية" في مسابقة Miss Tourism Queen International التي أُقيمت في الصين. أما في عام 2007، فقد حصلت على لقب "أكثر العارضات الواعدات" في جوائز الأوسكار التلفزيونية للأزياء. وتُوجت بلقب ملكة جمال تركيا في عام 2008، ما أهلها لتمثيل بلدها في مسابقة ملكة جمال العالم التي أُقيمت في جوهانسبرغ، جنوب أفريقيا في ديسمبر من العام نفسه.

## أعمالها
| مسلسلات تلفزيونية | مسلسلات تلفزيونية    | مسلسلات تلفزيونية | مسلسلات تلفزيونية |
| السنة             | المسلسل              | الدور             | ملاحظات           |
| ----------------- | -------------------- | ----------------- | ----------------- |
| 2008–2009         | ES-ES                | إيرام             | بطولة             |
| 2010–2011         | Kirli Beyaz          | مليس              | ممثل مساعد        |
| 2012–2015         | القبضاي              | سونجول كارا       | ممثل مساعد        |
| 2015–2016         | حب للإيجار           | إز                | ممثل مساعد        |
| 2016              | الانتقام الحلو       | بيلين             | بطولة             |
| 2017              | هذه المدينة ستلاحقك  | درين              | بطولة             |
| 2018–2019         | Kızım                | جاندان            | بطولة             |
| 2020              | نهضة الشلاجقة العظمى | إلتشين            | بطولة             |
| أفلام             |                      |                   |                   |
| السنة             | الفيلم               | الدور             | ملاحظات           |
| 2013              | Günce                | أصلي              | ممثل مساعد        |
| 2014              | İçimdeki Ses         | أيشل              | بطولة             |
| 2015              | زهرة الغاب           | فوسون             | بطولة             |
| 2018              | Dışarda 2            | مريم              | ممثل مساعد        |
| 2018              | Cebimdeki Yabancı    | توبا              | بطولة             |

## روابط خارجية
- ليلى ليديا توغوتلو على موقع IMDb (الإنجليزية)
- ليلى ليديا توغوتلو على موقع ألو سيني (الفرنسية)
- ليلى ليديا توغوتلو على موقع ديسكوغز (الإنجليزية)
- ليلى ليديا توغوتلو على موقع قاعدة بيانات الفيلم (الإنجليزية)